# 白昼の悪魔
『白昼の悪魔』（はくちゅうのあくま、原題：Evil under the Sun）は、イギリスの小説家アガサ・クリスティが1941年に発表したエルキュール・ポアロシリーズの長編推理小説である。
スマグラーズ島の浜辺で、周囲の異性に魅力を振り撒きながら避暑地を満喫していた元女優アリーナ・マーシャルが殺害される。「白昼にも悪魔はいる」というエルキュール・ポアロの言葉どおり、不穏な空気が流れる中、ホテルの客の1人と不倫していた彼女に殺害の動機を持つ容疑者が浮かび上がるが、完璧なアリバイに捜査は難航する。

## あらすじ
ポアロはデヴォンの人里離れたホテルで静かな休暇を過ごす。他には元女優のアリーナ・マーシャルとその夫ケネス、ケネスの娘のリンダ、ホレス・ブラット、退役将校のバリー少佐、ケネスのかつての恋人ロザモンド・ダーナリー、パトリック・レッドファンとその妻クリスチン（元教師）、アメリカ人のキャリー・ガードナーとその夫オーデル、スチーブン・レーン牧師、エミリー・ブルースター（スポーツ万能の独身女性）といった宿泊客がいる。ポアロはまもなく、アリーナが浮気性で、パトリックといちゃついて彼の妻を怒らせ、自分の継娘にも嫌われていることに気づく。ある朝、アリーナはピクシー・コーブという入り江にこっそり出かけるが、昼過ぎにボートを漕いでいたパトリックとブルースターに遺体で発見される。地元警察の医師により、彼女は何者かに絞殺されたと判断される。
ポアロと地元警察のコルゲート警部は、容疑者と思われる人々に午前中の行動を聴取する。アリーナの夫ケネスは手紙をタイプライターで打っており、ガードナー夫妻は午前中ずっとポアロと一緒だった。ロザモンドはピクシー・コーブを見下ろす場所で読書をしており、ブラットはセーリングに出かけ、リンダとクリスチンはガル・コーブに行って昼前まで戻らなかった。正午、クリスチン、ロザモンド、ケネス、オーデルはテニスをするために集まった。ポアロは、午前中に何者かが客室から投げた瓶がブルースターに当たりそうになったこと、ホテルの客室係が正午に誰かが風呂の水を流す音を聞いたことを知る。ピクシー・コーブにある洞窟で、ポアロはアリーナが使っていた香水の匂いを感じる。その後、ポアロは皆をピクニックに誘い、密かに彼らの行動を観察する。ピクニックの後、リンダはクリスチンの睡眠薬で自殺を図る。ポアロは後に、彼女がブードゥー教の呪文で義母を殺したと思い込んで罪悪感にさいなまれていたことを知る。
ポアロは今回の事件と似たような事件がなかったかどうかを警察に問い合わせ、アリス・コリガン絞殺事件の資料を入手する。アリス・コリガンの遺体は地元の教師によって発見されたが、夫のエドワードにはアリバイがあった。ポアロはエドワードと遺体発見者の二人の写真も手に入れる。ポアロは容疑者たちを集め、パトリックとクリスチンのレッドファン夫妻がアリーナ殺害の犯人であると指摘する。二人はアリーナに多額の資産を「素晴らしいチャンス」に投資するよう騙して金を巻き上げ、それを彼女の夫に知られるのを防ぐために殺したのだった。殺害は死亡時刻を偽るために計画的に行われた。クリスチンはリンダと一緒にいるとき密かにリンダの腕時計を20分進め、わざと時間を尋ねてから再び時計を正しい時刻に戻した。その後クリスチンは部屋に戻り、人目につかないように偽の日焼けメイクを施してその化粧瓶を窓から投げ捨てた。パトリックはアリーナに、待ち合わせ場所に妻が現れたら身を隠すように指示していた。アリーナが洞窟に隠れたのを見計らってクリスチンは死体になりすましてパトリックとブルースターに姿をさらした。ブルースターが去るとクリスチンは急いでホテルに戻って日焼けメイクを風呂で洗い落とした。そしてパトリックは洞窟からアリーナを呼び出し、彼女の首を絞めたのだった。
ポアロは、クリスチンが高所恐怖症だというのは嘘で、ピクニック中に吊り橋を渡ることができたこと、ブルースターが外にいるのを知らずに日焼けメイクのための化粧品の瓶を部屋の窓から捨ててしまったことを明らかにする。リンダの自殺未遂も彼女によって引き起こされたものだった。ポアロは、アリス・コリガンの殺人も同じように行われたと明かす。サリー警察の写真から、パトリックは当時のエドワード・コリガンであり、クリスチンは死体発見者の教師であることが判明したのだ。ポアロはパトリックを煽り、彼は激昂して妻が口止めしようとするにもかかわらず正体を暴露してしまう。事件は解決し、ポアロはリンダに彼女がアリーナを殺したのではないことを告げ、彼女が次の「継母」を憎むことはないと予言する。

## 登場人物
- エルキュール・ポアロ - 私立探偵。
- オーデル・C・ガードナー - ホテルの宿泊客。アメリカ人。
- キャリー・ガードナー - ホテルの宿泊客。おしゃべりなオーデルの妻。
- バリー少佐 - ホテルの宿泊客。
- スチーブン・レーン - ホテルの宿泊客。元牧師。
- エミリー・ブルースター - ホテルの宿泊客。スポーツウーマン。アリーナに損害を負わされた過去がある。
- ロザモンド・ダーンリー - ホテルの宿泊客。ドレスメーカー。ケネスに気がある。
- ケネス・マーシャル - ホテルの宿泊客。実業家。
- アリーナ・マーシャル - ホテルの宿泊客。ケネスの後妻。美貌の元女優。事件の被害者。
- リンダ・マーシャル - ホテルの宿泊客。マーシャル夫妻の娘。継母であるアリーナを疎ましく思う。
- パトリック・レッドファン - ホテルの宿泊客。アリーナと不倫関係にある。
- クリスチン・レッドファン - ホテルの宿泊客。パトリックの妻。元教師。夫の不倫に気付き、アリーナを恨む。
- ホレス・ブラット - ホテルの宿泊客。ヨットが趣味。
- ミセス・カースル - ホテルの女主人
- コルゲート - 州警察警部
- ウェストン警視正 - 州警察本部長

## 日本語訳
本作品は早川書房の日本語翻訳権独占作品である。2025年に田村義進訳に変わった。
初訳は堀田善衛訳で、『白晝の悪魔』の表記で早川書房の傑作探偵小説シリーズより刊行された。同訳は同じ題名でハヤカワ・ポケット・ミステリで再刊された。後年に、講談社がクリスチー探偵小説集の一点に『太陽は見ていた』の題名で刊行予定していたが、翻訳権を取得していなかったため、早川書房の抗議を受け中止となった。1976年に鳴海四郎訳になり、同訳版はハヤカワ・ノヴェルズ、ハヤカワ・ミステリ文庫を経てクリスティー文庫で長年刊行された。
| 出版年         | タイトル            | 出版社   | 文庫名等                               | 訳者     | 巻末          | ページ数 | ISBNコード     | カバーデザイン  | 備考         |
| -------------- | ------------------- | -------- | -------------------------------------- | -------- | ------------- | -------- | -------------- | --------------- | ------------ |
| 1951年2月25日  | 白晝の惡魔          | 早川書房 | 世界傑作探偵小説シリーズ No.2          | 堀田善衛 |               | 306      |                |                 |              |
| 1955年7月15日  | 白昼の悪魔          | 早川書房 | 世界探偵小説全集208                    | 堀田善衛 |               | 214      |                |                 |              |
| 1976年6月30日  | 白昼の悪魔          | 早川書房 | Hayakawa novels                        | 鳴海四郎 |               | 304      |                |                 |              |
| 1986年4月30日  | 白昼の悪魔          | 早川書房 | ハヤカワ・ミステリ文庫 HM 1-82,ク-1-82 | 鳴海四郎 |               | 310      | 4-15-070082-6  | 真鍋博          |              |
| 2003年10月15日 | 白昼の悪魔          | 早川書房 | クリスティー文庫20                     | 鳴海四郎 | 解説 若竹七海 | 389      | 4-15-130020-1  | Hayakawa Design | 電子書籍も刊 |
| 2025年6月3日   | 白昼の悪魔 [新訳版] | 早川書房 | クリスティー文庫20                     | 田村義進 | 解説 酒井貞道 | 384      | 978-4151310201 | Hayakawa Design | 電子書籍も刊 |

## 作品の評価
- 江戸川乱歩は本作品を作者ベスト8の1つに挙げている。
- 1982年に行われた日本クリスティ・ファンクラブ員の投票による作者ベストテンでは、本書は10位に挙げられている[1][注釈 1]。
- 2015年にAGATHA CHRISTIE LIMITEDにより行われた「世界で一番好きなクリスティ・グローバル投票」で本作品は8位に選出されている[2]。

## 翻案作品

### 映画
1982年公開。邦題は『地中海殺人事件』。『ナイル殺人事件』に続き、ピーター・ユスチノフがポアロを演じた。舞台はアドリア海の隔絶したリゾート地に変更された（撮影はスペインのマジョルカ島で行われた）。
- 監督 - ガイ・ハミルトン
- 脚本 - アンソニー・シェーファー / バリー・サンドラー
- キャスト
  - ピーター・ユスティノフ（エルキュール・ポアロ）
  - ダイアナ・リグ（アリーナ・マーシャル）
  - ジェームズ・メイソン（オーデル・ガードナー）
  - マギー・スミス（ダフネ・カースル）
  - ニコラス・クレイ（パトリック・レッドファン）
  - ジェーン・バーキン（クリスチン・レッドファン）
  - ロディ・マクドウォール（レックス・ブルースター）- 原作では女性だが映画では男性の設定になっている。

### テレビドラマ
名探偵ポワロ『白昼の悪魔』
シーズン8 エピソード1（通算第48話）  イギリス2001年放送
内容はほとんど原作に沿っているが、原作には登場しないヘイスティングズ、ミス・レモン、ジャップ警部も登場する他、一部登場人物にも変更がある。ポワロが島を訪れた理由として、ヘイスティングズが投資したアルゼンチン料理のレストランのオープニングナイトに招かれるもそこで倒れてしまい、病院で肥満と診断されたためにミス・レモンによって半ば強制的に療養としてヘイスティングズと共に訪れたと設定されている（なお、ポワロが倒れた真の理由はラストにおいて明かされる）。
ロケ地のホテルがある島はバー・アイランド。
- エルキュール・ポワロ: デヴィッド・スーシェ
- アレーナ・スチュアート: ルイーズ・デラメア
- ケネス・マーシャル: デイビット・マリンソン
- パトリック・レッドファーン: マイケル・ヒッグス
- クリスティン・レッドファーン: タムジン・モールソン
- エミリー・ブルースター: キャロリン・ピックルズ
- ロザムンド・ダーンリー: マーシャルの元恋人

### ゲーム
2007年、北米とEUでThe Adventure CompanyによりPC/Wii向けアドベンチャーゲームとしてリリースされた。ポアロを声優のケヴィン・ディレーニーが演じた。

### ラジオドラマ
1999年、BBC Radio 4で放送されている。